# Represa de Machadinho
La represa de Machadinho es una central hidroeléctrica brasileña ubicada sobre el río Uruguay, entre los municipios de Maximiliano de Almeida, estados de Río Grande del Sur (Piratuba) y Santa Catarina (noroeste de la ciudad de Machadinho).

## Características
La presa comenzó a construirse en 1998 y fue inaugurada en 2002; posee una potencia total instalada de 1.140 MW. El dique tiene una longitud de 694 metros y una altura de 196 metros, su embalse ocupa 79 km², con una cota máxima de 485 m s. n. m.